# Domenico Caldara
Domenico Caldara (Foggia, 2 de maio de 1814 – Nápoles, 14 de dezembro de 1897) foi um pintor e professor italiano.
Foi o último pintor da corte dos Bourbon.

## Biografia
Domenico Caldara nasceu em Foggia, filho de Benedetto e Maria Michela Tonti, comerciantes da região de Bari. Logo ele ficou órfão de ambos os pais. 
Ele foi ajudado a continuar seus estudos por um nobre local, o conde Varo, que, dada sua aptidão para desenhar, permitiu que ele estudasse na Academia Real de Belas Artes de Nápoles. Ele foi aluno de Costanzo Angelini. 
Ele pintou o teto do salão principal da Casa Siniscalchi, em Nápoles, com afrescos representando Apolo com as musas de Parnaso. Com a ópera O Desafio entre Apolo e Marsyas, em 1844, ele venceu a competição pelo pensionista artístico de Roma. Ele permaneceu em Roma, onde frequentou a escola Filippo Marsigli. 
Em 1848, ele voltou para Nápoles, onde abriu uma loja de arte e tornou-se oficialmente pintor do Tribunal de Bourbon. Entre suas obras estão uma visão de Cristo de Santa Teresa para a rainha Maria Teresa, Gloria di San Vincenzo Ferreri para a catedral de Gaeta e um San Ferdinando di Castiglia, para a capela real, em nome do rei Ferdinando II. 
Em 1854, foi nomeado professor na Academia de Nápoles. 
Em 1859, a rainha Maria Teresa encomendou um retrato em tamanho natural de Caldara do rosto do rei Ferdinand em seu leito de morte no palácio real de Caserta. Com a queda da dinastia Bourbon, a estrela de Caldara também foi eclipsada, que, no entanto, continuou a pintar numerosas pinturas de assuntos sagrados e a fazer retratos da nobreza de Foggia e napolitana. Em 1877, ele exibiu uma pintura intitulada Vecchierella na Exposição Nacional de Veneza em 1887. Ele morreu na pobreza em Nápoles em 1897. 
Em Foggia, em 1969, foi estabelecido o Prêmio "Domenico Caldara", ganho naquele ano pelo pintor Francesco D'Amore. 

## Trabalho
As obras de Domenico Caldara são exibidas em Nápoles, na Pinacoteca di Ferrara e na Galeria Provincial de Arte Moderna de Foggia. Na Galeria Accademia, há um de seus ensaios escolares, intitulado Testa di vecchio (óleo sobre tela, 39,5x5 cm).